# La vita agra (romanzo)
La vita agra è un romanzo del 1962 scritto da Luciano Bianciardi.
È il romanzo che ha avuto più successo dello scrittore, di cui è un'autobiografia. Il protagonista lascia la provincia e con essa la moglie e il figlioletto per andare a vivere a Milano con l'intento iniziale di vendicare i minatori morti in un incidente causato dalla scarsa sicurezza sul lavoro. È ovvio il riferimento all'incidente alla miniera di Ribolla del 1954, in cui persero la vita 43 minatori. 
«Ma l’idea della necessità di una ridefinizione dei rapporti tra capitale e lavoro la si trova comunque nell’opera di Bianciardi: la sorte dei minatori morti in miniera è un leit-motiv che percorre il libro e non c’è dubbio che sia una strage dei padroni che esigono il raddoppio della produzione a costo di violare le regole antinfortunistiche di base. Del resto la prima opera pubblicata da Luciano Bianciardi era stata, nel 1956, “I minatori della Maremma”, scritta insieme a Carlo Cassola dopo lo scoppio della miniera di lignite di Ribolla, in provincia di Grosseto, che aveva causato la morte di quarantatré lavoratori».
Il romanzo è una riflessione sulle conseguenze del boom economico italiano sulla società e sui rapporti interpersonali e può essere visto come il terzo di una trilogia iniziata con Il lavoro culturale e L'integrazione.
Al romanzo è ispirato il film La vita agra di Carlo Lizzani, con Ugo Tognazzi che interpreta il Bianciardi/protagonista.

## Edizioni
- Luciano Bianciardi, La vita agra, La Scala, Rizzoli, 1962.
- Luciano Bianciardi, La vita agra, La Scala, Rizzoli, 1964.
- Luciano Bianciardi, La vita agra, I Delfini, Bompiani, 1967.
- Luciano Bianciardi, La vita agra, l'amara storia di un intellettuale di provincia, BUR, I Tascabili, Rizzoli, 1974,  p. 194.
- Luciano Bianciardi, La vita agra, Narrativa Club, Euroclub, 1983.
- Luciano Bianciardi, La vita agra, I Grandi Bestsellers, Arnoldo Mondadori Editore-DeAgostini, 1987.
- Luciano Bianciardi, La vita agra, La Scala, Rizzoli, 1993.
- Luciano Bianciardi, La vita agra, I Grandi Tascabili. Romanzi & Racconti, Bompiani, 1995, pp. 168.
- Luciano Bianciardi, La vita agra, Universale Economica Feltrinelli, Feltrinelli, 2013, pp. 208.